# The Distillers
The Distillers is een Amerikaanse punkband gevormd in 1998.
Ze zijn de laatste jaren bekend geworden binnen de punkscene door hun typische stijl die erg op de punkmuziek uit de jaren 70 lijkt en door het imago van frontvrouw Brody Dalle. De stijl van de band wordt omschreven als streetpunk met een poprandje en de band wordt ook wel vergeleken met Hole, en Brody Dalle met Courtney Love.
De band besloot in 2005 te stoppen en Brody richt zich nu volledig op haar kind (dat ze samen heeft met haar man Josh Homme (QOTSA/EODM)). 
In maart 2007 heeft Brody een nieuwe band opgericht, Spinnerette. In de zomer van 2007 gaan ze de studio in.
In 2018 komen the Distillers weer bij elkaar en in september verschijnt een nieuwe nummer: "Man vs. Magnet" 

## Discografie
De eerste twee albums zijn uitgekomen op Hellcat Records maar ondertussen zijn ze bij Sire.

### Studioalbums
- The Distillers (2000)
- Sing Sing Death House (2002)
- Coral Fang (2003)

### Ep's
- The Distillers EP (1999)

### Singles
Sing Sing Death House:
- "City Of Angels"
- "The Young Crazed Peeling"
- "Seneca Falls"

Coral Fang:
- "Drain The Blood"
- "The Hunger"
- "Beat Your Heart Out"

## Bandleden
- Brody Dalle - Gitaar/Zang
- Andy Granelli - Drum
- Ryan Sinn - Basgitaar/Zang
- Tony Bradley (Tony Bevilacqua) - Gitaar/Zang